# Alice Nesti
Pour les articles homonymes, voir Nesti.
Alice Nesti (née le 18 juillet 1989 à Pistoia) est une nageuse italienne.

## Biographie
Lors des championnats d'Europe à Debrecen, Alice Nesti remporte la médaille d'or lors du relais 4 × 200 m nage libre et le bronze sur le relais 4 × 100 m nage libre en ayant participé au séries cette fois-ci. Aux Jeux olympiques de Londres 2012, elle participe au relais 4 × 200 m nage libre que les Italiennes achèvent à la septième place.